# Première nation Ulkatcho
La Première nation d'Ulkatcho est un gouvernement des Premières Nations Dakelh dans la province canadienne de la Colombie-Britannique. Il est membre du Carrier Chilcotin Tribal Council, ses bureaux sont situés à Anahim Lake, en Colombie-Britannique, à l'extrémité ouest du district de Chilcotin. Le gouvernement d'Ulkatcho est responsable de 22 réserves indiennes avec une population de 729 membres vivant dans les réserves et 200 autres personnes vivant hors réserve. Ses membres appartiennent au groupe ethnique Ulkatchot'en, un sous-groupe du Carrier (Dakelh). Les gens d'Ulkatcho se sont mariés avec les gens de Nuxalk et de Chilcotin et partagent leur territoire dans la chaîne de la côte avec le Nuxalk. De nombreux noms de famille distinctement Ulkatcho, tels que Cahoose, Capoose, Sill, Squinas et Stilas proviennent de Nuxalk.

## Étymologie
Le nom Ulkatcho est une anglicisation d'Ulhk'acho, le nom d'un village, maintenant abandonné, sur le lac Gatcho. Ulhk'acho signifie "grand endroit généreux", un lieu giboyeux. Il est basé sur la racine k'a "graisse".